# خورشیدگرفتگی ۲۴ دسامبر ۱۹۱۶
خورشیدگرفتگی ۲۴ دسامبر ۱۹۱۶ (به انگلیسی: Solar eclipse of December 24, 1916) یک خورشیدگرفتگی از نوع خورشیدگرفتگی جزئی است. این خورشیدگرفتگی در تاریخ ۲۴ دسامبر ۱۹۱۶ میلادی (‎۳ دی ۱۲۹۵ خورشیدی) روی داد که زمان اوج آن، ساعت ۲۰:۴۶:۲۲ به‌وقت ساعت هماهنگ جهانی بوده‌است.